# 妻木晩田遺跡
座標: 北緯35度27分54.3秒 東経133度26分46秒 / 北緯35.465083度 東経133.44611度

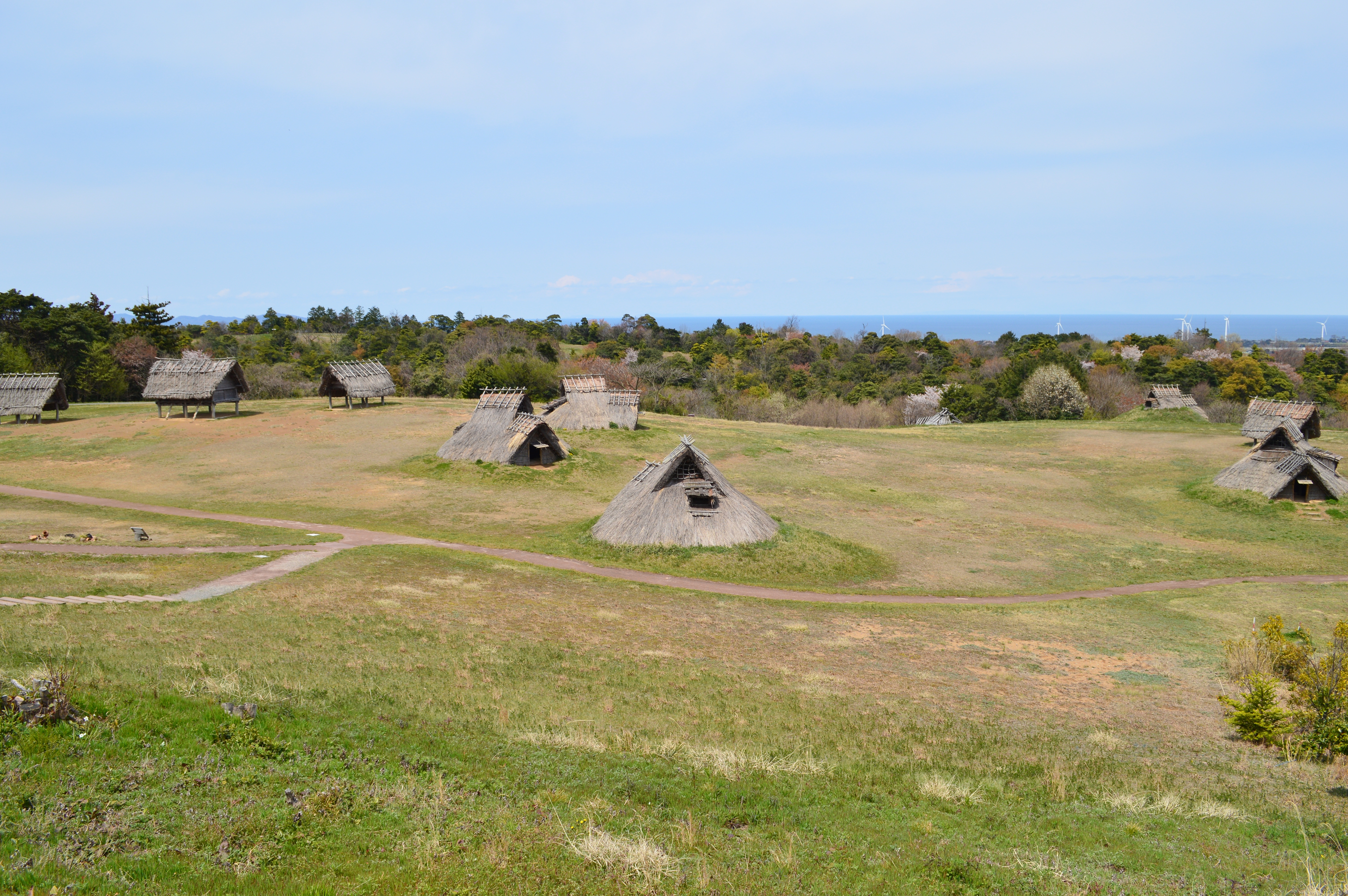
妻木晩田遺跡 妻木山地区

妻木晩田遺跡（むきばんだいせき）は、鳥取県西伯郡大山町富岡・妻木・長田および米子市淀江町福岡にある弥生時代の集落遺跡。国の史跡に指定されている。遺跡の面積は156ヘクタールにもおよぶ大規模なものである。

## 概要

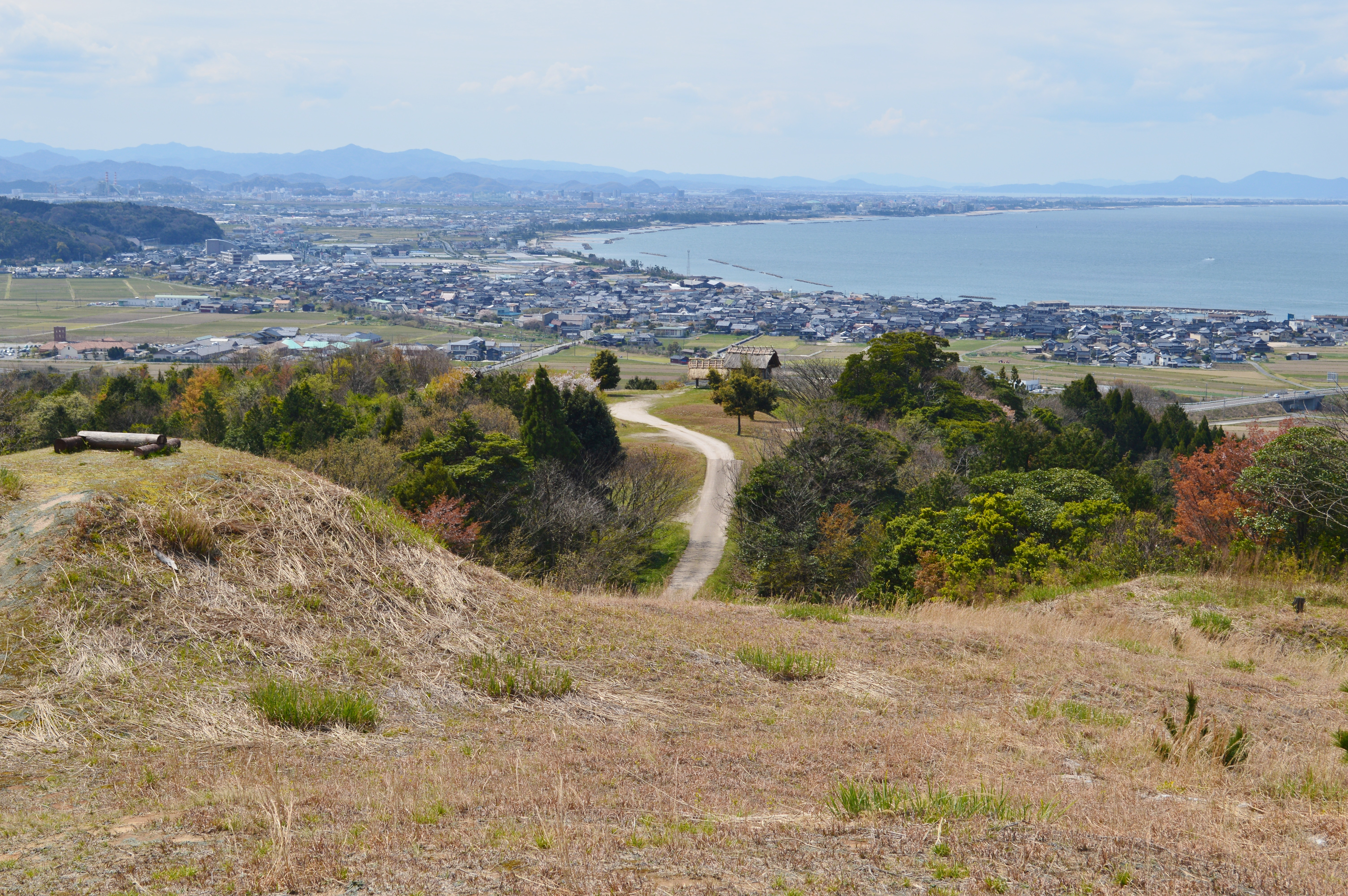
洞ノ原地区西側丘陵と弓ヶ浜半島

大山山系・孝霊山から続く丘陵（通称「晩田山」）上に位置し、美保湾（日本海）を一望できる。島根県安来市から、この妻木晩田遺跡まで弥生後期に栄えた古代出雲の中心地であったと考えられる。1995年（平成7年）から1998年（平成10年）にかけて、京阪グループ主導によるゴルフ場建設を初めとする大規模リゾート「大山スイス村」開発計画に伴い、大山町と淀江町の教育委員会により発掘調査が行われた際に発見された。これにより、自治体（県）は遺跡と開発の併存案を打ち出していたが、京阪側は初めから「（遺跡とリゾートの）併存はありえない」と断言し、世間の批評も受け止め「開発できないならば、中止もやむを得ない」と当初から柔軟な姿勢を執っていた。そして全国的な保存運動も展開された結果、京阪側が開発を断念（開発中止を決定）、1999年（平成11年）12月22日に国の史跡に指定され、後に鳥取県によって保存・整備が図られている。
なお、発見から全面保存に至るまで遅疑逡巡したのは、京阪が買い取った土地の買い取りが懸案事項であり、土地の買い取りに税金を投入する必要があったからである。また、この一連の騒動の中で、文化庁の対応も非常に迅速であった。これは妻木晩田がそれほどまでに歴史的重要かつ貴重な大発見であったことを物語るものである。また、遺跡の保存には埋め直しを行わないといけないが、発見後数年が過ぎた段階で、膠着している間に遺構の風化、荒廃が始まっており、一刻の猶予も許さない状況だったことにも起因している。
標高90-120メートル前後（平野部との比高差100メートル前後）の尾根上を中心に立地し、面積約170ヘクタールにおよぶ。この調査までに17.2ヘクタールが調査され、集落関係では竪穴建物395棟、掘立柱建物跡502棟、弥生墳丘墓（四隅突出型墳丘墓含む）24基、環壕等が検出されている。一連の集落は弥生時代後期を中心に中期終わり頃から古墳時代前期初頭にわたって営まれている。いわゆる倭国大乱の影響とされる高地性集落であるが、比較的大規模で長期にわたる例は少なく、注目される。
集落は、概ね東側が居住地区、西側の丘陵先端が首長の墓域といった構成で、後期中頃以前には洞ノ原（どうのはら）地区の最西端に環壕が機能していたものと考えられている。また居住地区は、竪穴建物と掘立柱建物各3-4棟の単位によって構成されるものと見られ、弥生時代後期終わり頃以降では鍛冶、玉造り、土器焼成などの活動が認められる。更に最高所に位置する松尾頭地区では、祭殿や首長の居館と推定される建物跡も確認されている。
竪穴建物は、全部で700棟ほどある。その中の大部分は小さくて深く、直径3-6メートル、深さ1メートルぐらいで、外から見ると屋根しか見えない。大きい竪穴建物は浅く、直径6-8メートル、深さ0.5-0.7メートルぐらいで、外から見ても壁が見える。小さい方は土屋根で、大きい方は草葺き屋根であろうと推測出来る。さらに、大型建物のそばには、先に述べた大きい竪穴住建物が必ずといっていいほどある。これこそ有力者の住宅であろうと考えられている。弥生の終わりの3世紀中頃から4世紀ぐらいまでにかけて、有力者も竪穴建物に居住していたと思われる。
遺物は、土器、石器（調理具・農工具・狩猟具・武器）、鉄器（農工具・武器）、破鏡等が出土している。鉄器は鉇・斧・鑿・穿孔具・鍬鍬先・鎌・鉄鏃等、弥生時代のもののみで197点が出土しており、大陸製のものも確認されている。

## ギャラリー

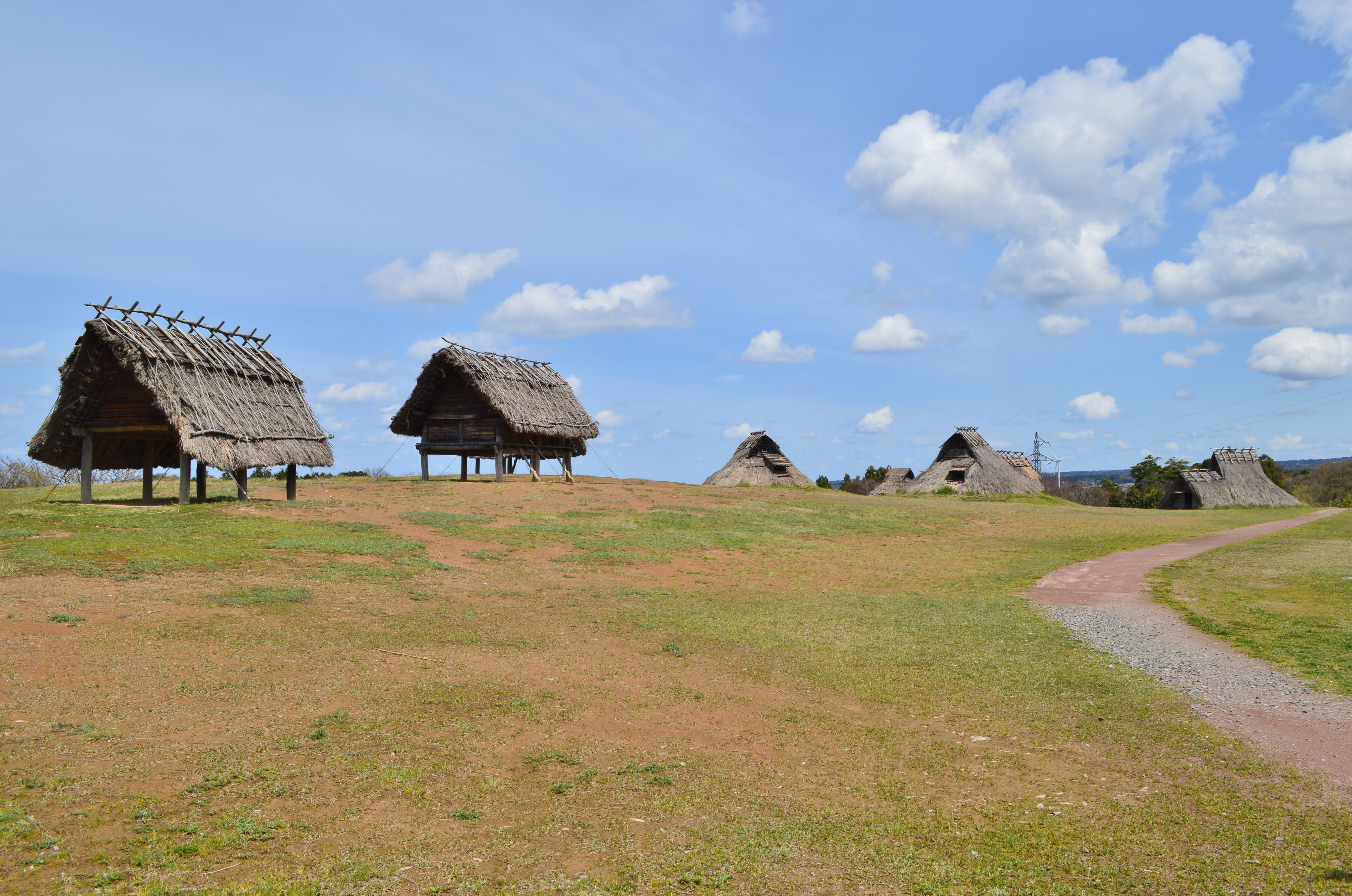
妻木山地区
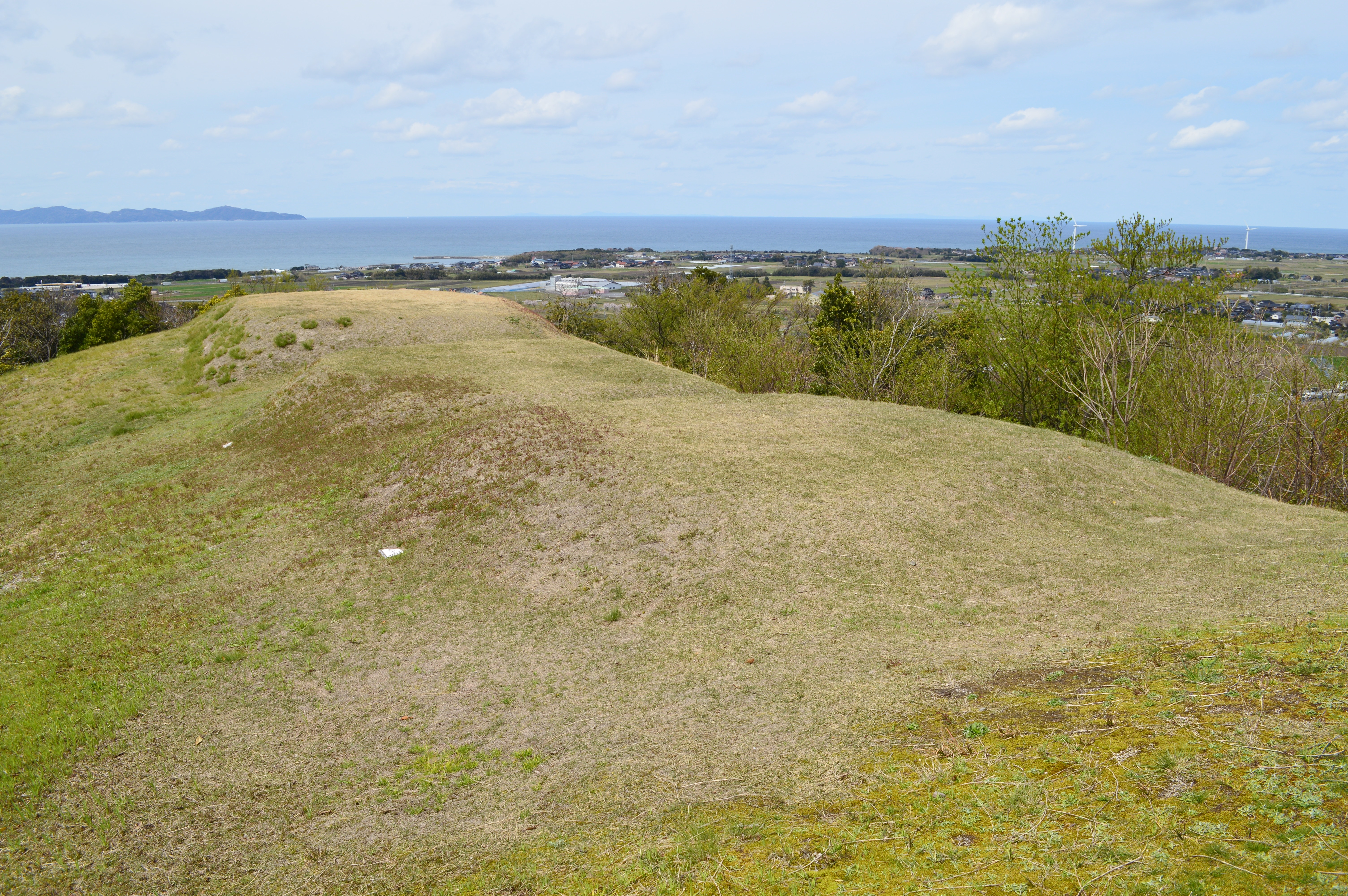
仙谷地区（仙谷墳墓群）
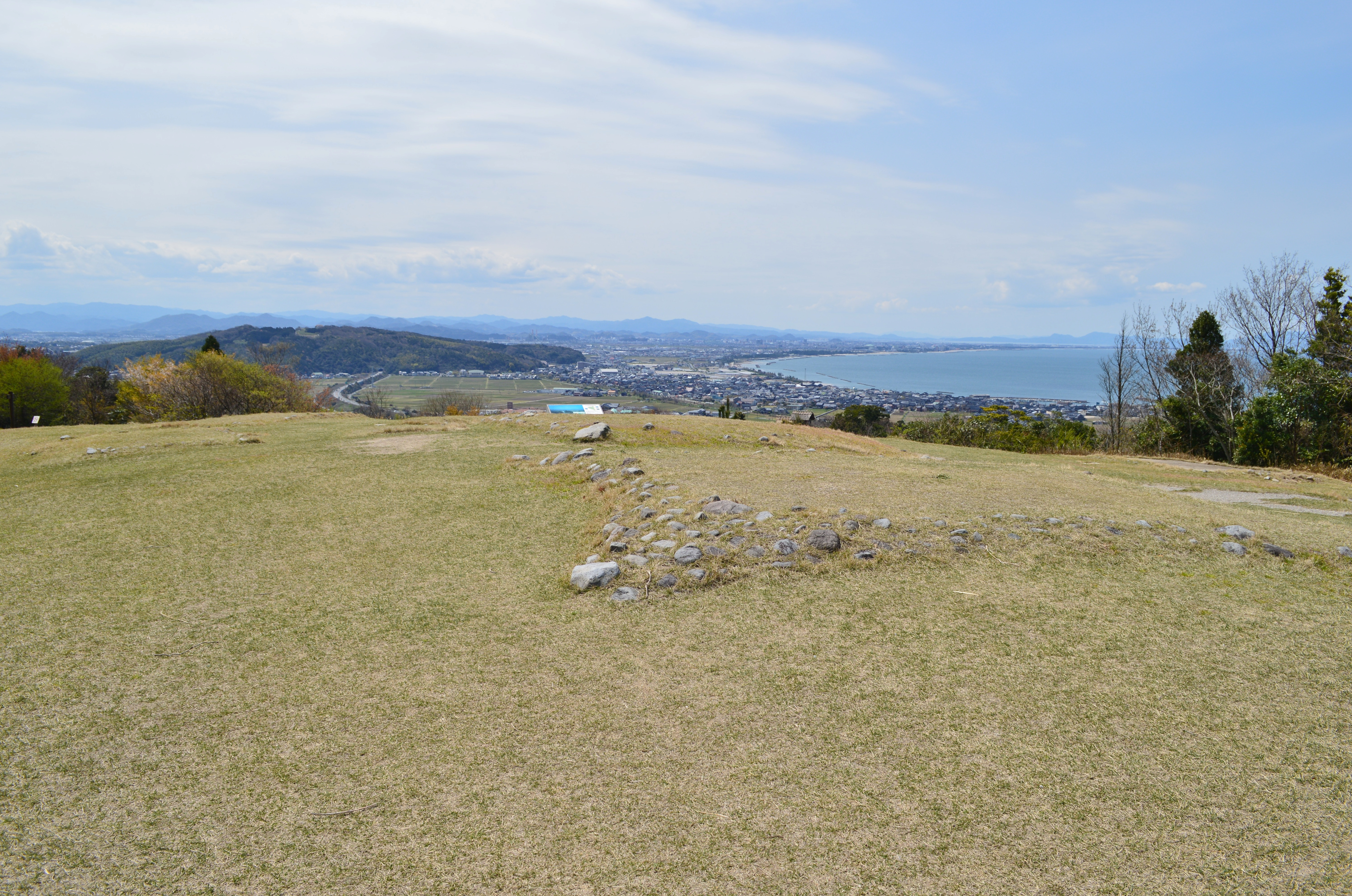
洞ノ原地区（洞ノ原墳墓群） 四隅突出型墳丘墓群。
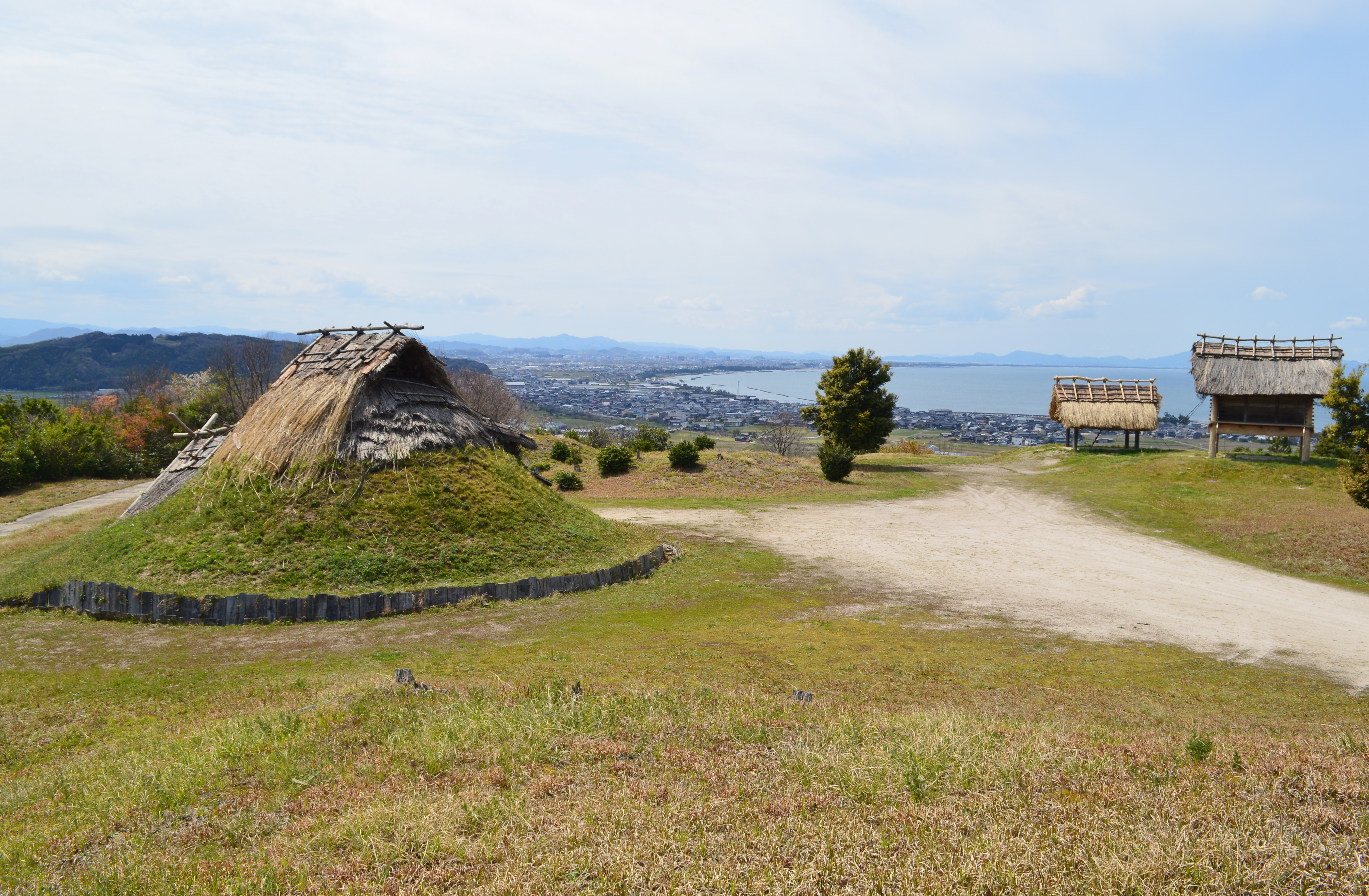
洞ノ原地区西側丘陵
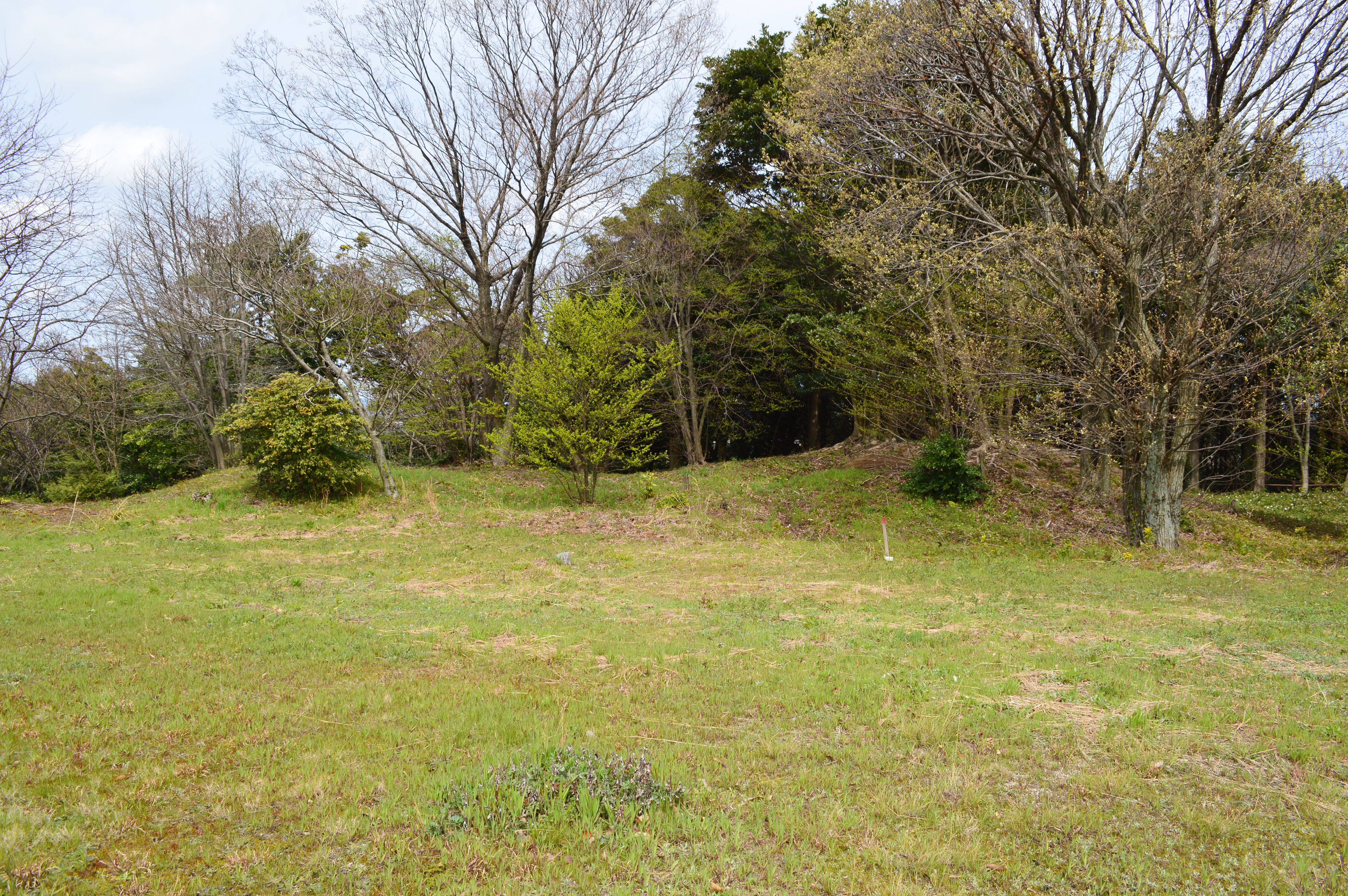
妻木山3号墳 古墳時代の前方後円墳。
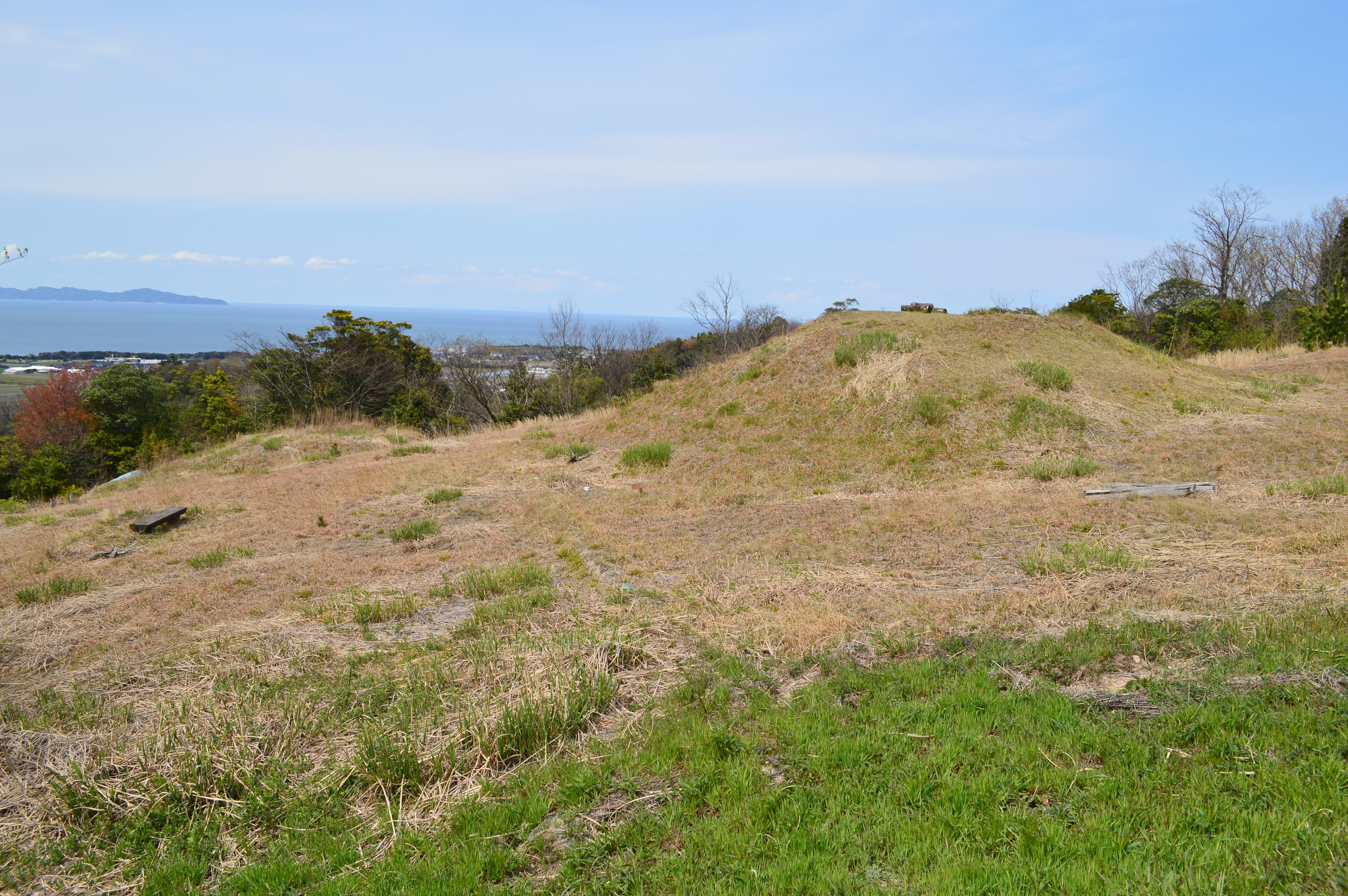
晩田山古墳群 古墳時代。
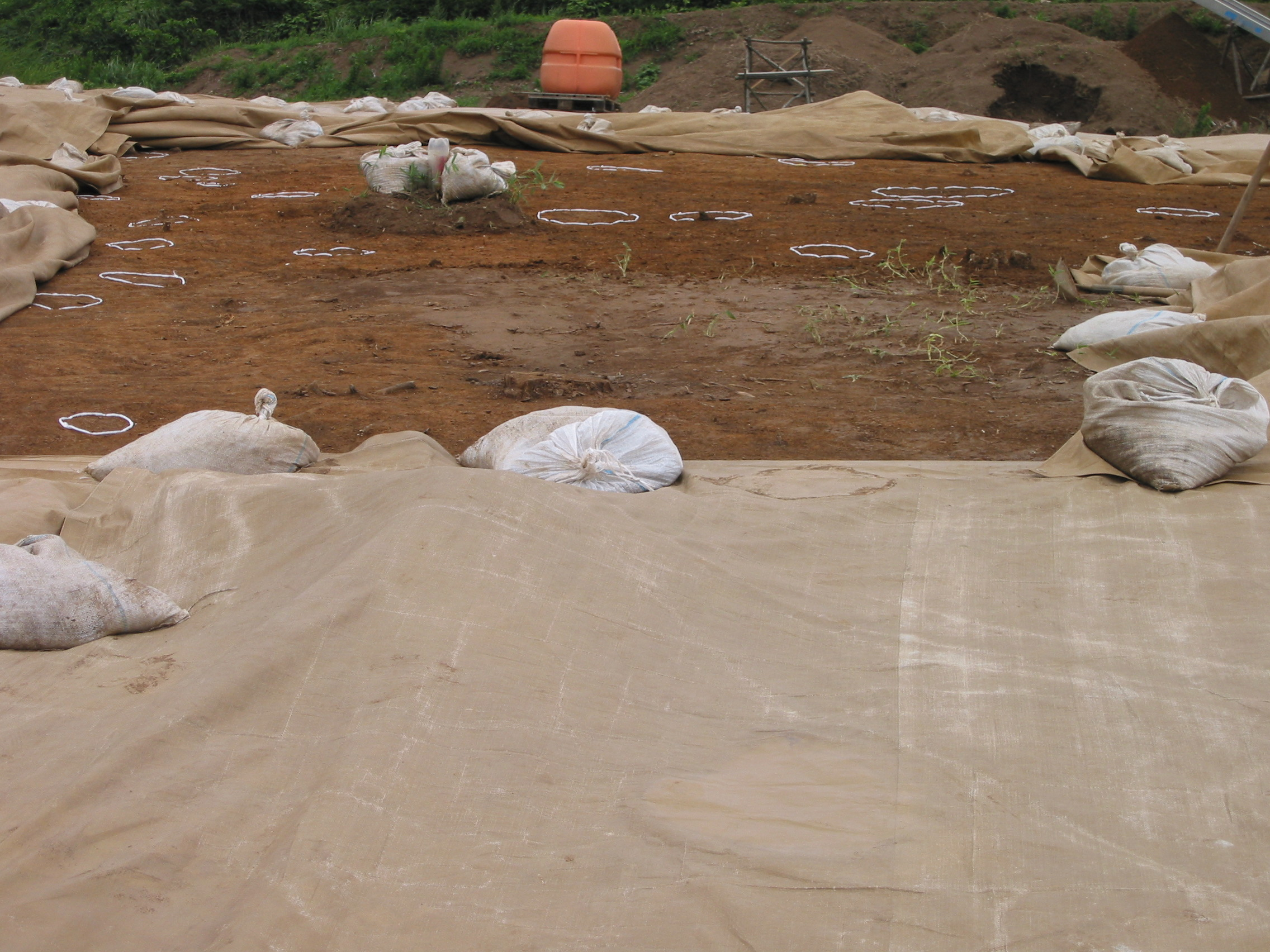
発掘現場（妻木新山地区）
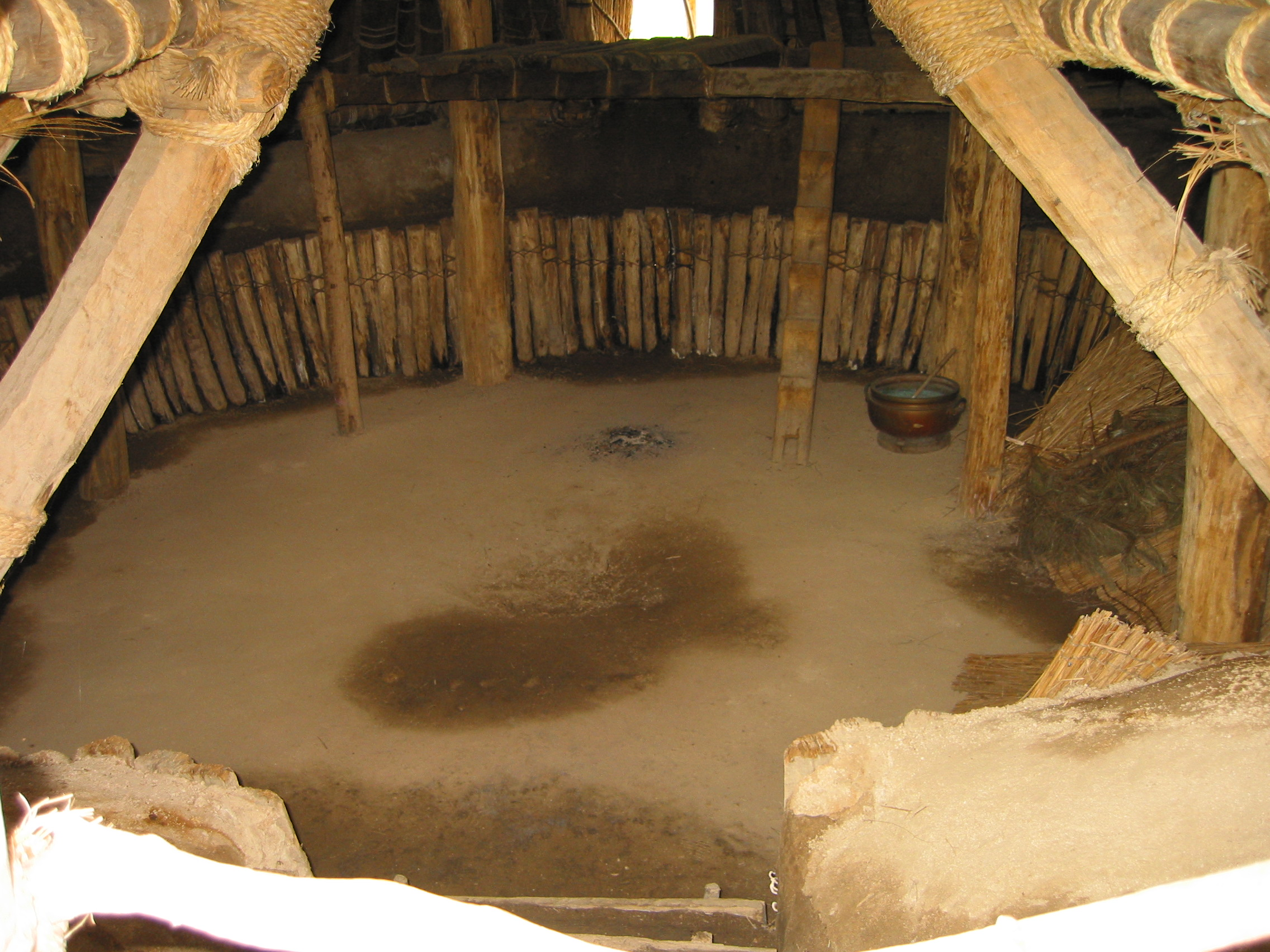
復元された弥生建物内部（洞ノ原地区東側丘陵）
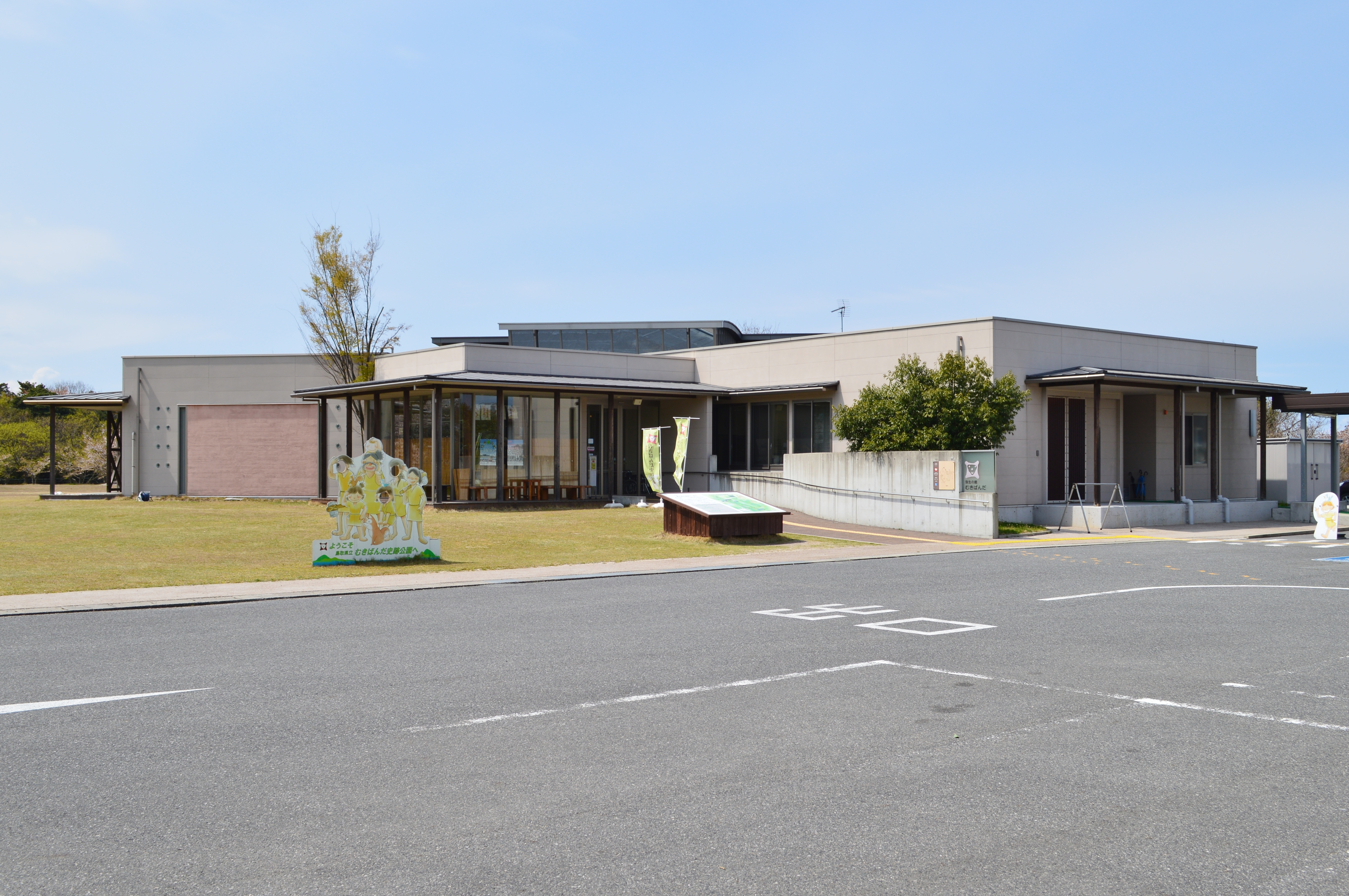
弥生の館むきばんだ